# Vitis aestivalis
A Vitis aestivalis é uma espécie de videira de origem americana, que produz excelentes frutos para consumo in natura e para a produção de sucos. Porém, os seus frutos não são indicados para fazer vinhos de qualidade devido ao aroma desagradável (foxy - "raposa molhada") e o baixo teor alcoólico alcançado na sua fermentação.
A importância da videira americana para o fabrico de vinhos provém da sua utilização no processo de enxertia, objetivando o fortalecimento das videiras européias, uma vez que, há mais de um século, não se pratica o plantio em pé franco, ou seja, deixou-se de lado a prática de retirar a vara de uma videira mais velha e enfiá-la diretamente no solo para se conseguir uma planta nova.
O porta enxerto elaborado com a espécie da videira americana, chamado “cavalo”, funciona como simples condutor de seiva e a videira européia, chamada “cavaleiro”, contribui com a parte genética para garantir a qualidade da uva e, por conseguinte do vinho.
A enxertia foi a maneira encontrada pelos viticultores de garantir a existência dos vinhos de boa qualidade, uma vez que as videiras originais dizimadas pela filoxera.
A Europa no final do século XIX, entre os anos de 1865 e 1885 teve parreirais quase que completamente devastados por uma praga chamada filoxera . A filoxera é um minúsculo inseto, batizado com o nome científico Phyloxera vastatrix.
Assim as videiras híbridas substituíram as videiras originais, uma vez que, há mais de um século, não se pratica o plantio em pé franco, ou seja, deixou-se de lado a prática de retirar a vara de uma videira mais velha e enfiá-la diretamente no solo para se conseguir uma planta nova.
A videira híbrida produz frutos adequados para a vinificação depois do seu quarto ou quinto ano de vida e continua produzindo por mais 25 ou trinta anos.
No Chile existem videiras centenárias ainda férteis. Graças ao clima excessivamente seco e pela barreira formada pela Cordilheira dos Andes, os parreirais chilenos não foram atingidos pela filoxera.
Em Portugal, na Espanha e na Região de Champagne na França, também ainda hoje existem videiras centenárias férteis, que não foram atingidas pela filoxera, graças a um capricho da natureza.